# ديفيد سفينسون (مجدف)
ديفيد سفينسون (بالسويدية: David Svensson)‏ هو مجدف سويدي، ولد في 14 يناير 1966.

## وصلات خارجية
- ديفيد سفينسون على موقع الاتحاد الدولي للتجديف (الإنجليزية)
- ديفيد سفينسون على موقع اللجنة الأولمبية الدولية (الإنجليزية)
- ديفيد سفينسون على موقع أوليمبيديا (الإنجليزية)
- ديفيد سفينسون على موقع اللجنة الأولمبية السويدية (السويدية)